# 후쿠오카현도 제59호선

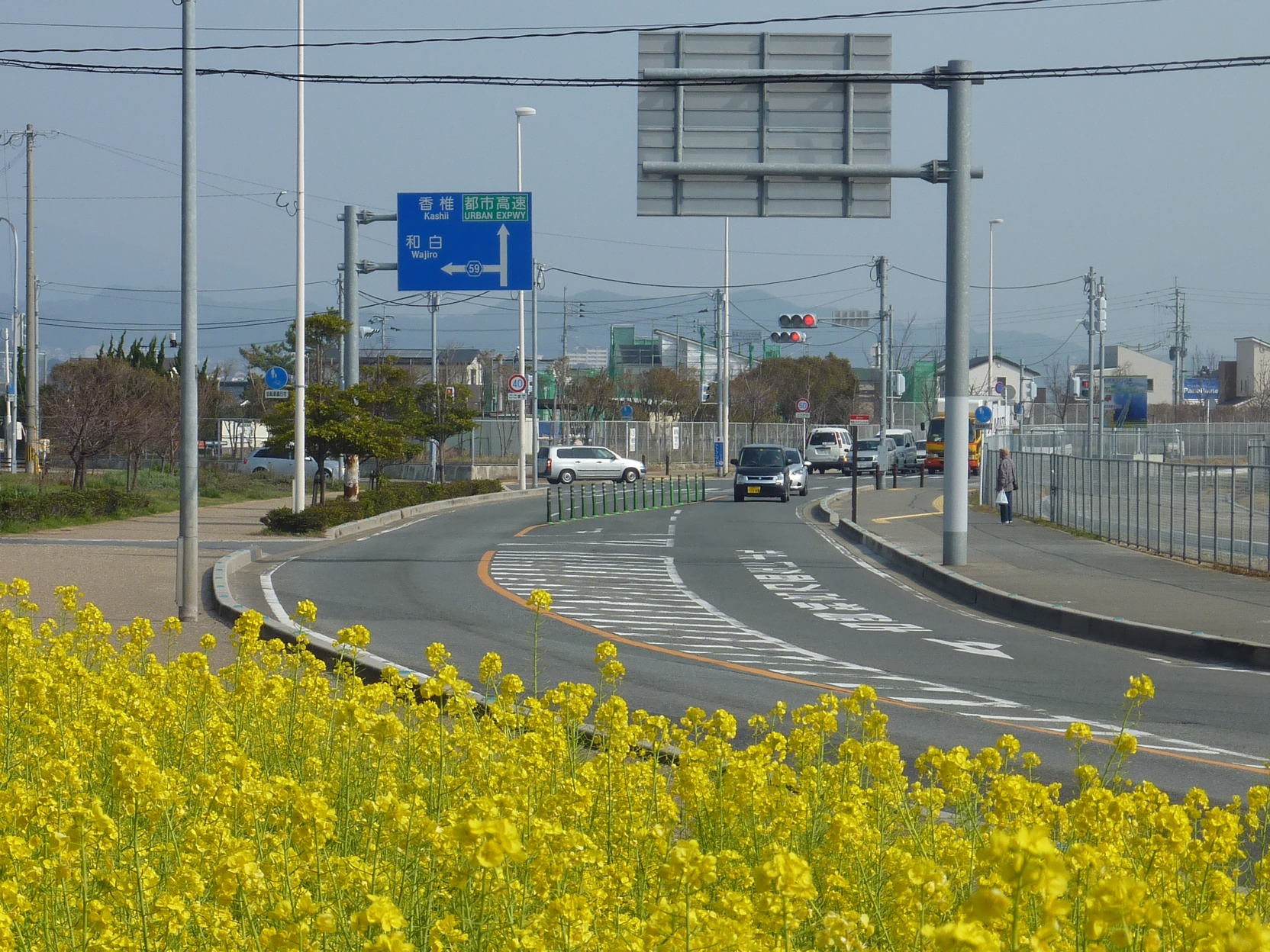
간노스 리크리에이션 센터 앞 교차로 부근.

후쿠오카현도 제59호선(일본어: 福岡県道59号志賀島和白線, 후쿠오카현도 제59호 시카노시마 와지로 선)은 후쿠오카현 후쿠오카시 히가시구의 시카시마섬과 와지로가오카 1초메를 사이에 둔 주요 지방도이자 현도이다. 중간 지점에는 후쿠오카 아일랜드시티로 향하는 길목과도 쉽게 접촉하는 교차점이 있다.

## 노선 정보
- 기점 : 후쿠오카현 후쿠오카시 히가시구 시카시마섬 (후쿠오카현도 제542호선의 교점)
- 종점 : 후쿠오카현 후쿠오카시 히가시구 와지로가오카 1초메 (와지로 교차로, 국도 제495호선)

## 연혁
- 1993년 5월 11일 : 건설성에서 현도 와지로 시카시마 선을 주요 지방도로 승격된 형태로 지정

## 지리

### 통과하는 지자체
- 후쿠오카시 (히가시구)

### 통과하는 도로
- 후쿠오카현도 제542호선
- 후쿠오카현도 제538호선
- 국도 제495호선

### 연선
주위에는 우미노나카미치 해변공원을 중심으로 구성하고 있는 각종 레저 시설들이 충실히 갖추어져 있다.
- 후쿠오카 소프트뱅크 호크스 운동장
- 우미노나카미치 해변공원
- 마린월드 우미노나카미치(일본어판, 영어판)
- 가시 선 우미노나카미치역
- 후쿠오카시 간노스 레크리에이션 센터(일본어판)
  - 후쿠오카시 간노스 레크리에이션 센터 야구장(일본어판)
- 가시 선 간노스역
- 후쿠오카 항공교통 관제부(일본어판)
- 항공교통 관리 센터(일본어판)
- 가시 선 나타역